# Rio Hurtado (vattendrag)
Rio Hurtado är ett vattendrag i Chile.   Det ligger i regionen Región de Coquimbo, i den centrala delen av landet, 300 km norr om huvudstaden Santiago de Chile.
Omgivningarna runt Rio Hurtado är i huvudsak ett öppet busklandskap. Runt Rio Hurtado är det glesbefolkat, med 20 invånare per kvadratkilometer.